# Kränzchen-Bibliothek
Die Kränzchen Bibliothek war eine Mädchenbuch-Reihe des Verlags Union Deutsche Verlagsgesellschaft, die von 1899 bis 1934 erschien. Die Romane wurden zu Beginn als Fortsetzungsgeschichte in der Zeitschrift „Das Kränzchen“ veröffentlicht, besonders erfolgreiche oder diejenigen der bekanntesten Autorinnen erschienen anschließend in Buchform.
Die Erzählungen der Bücher kann man als klassische „Backfischliteratur“ zusammenfassen. Die erfolgreichsten Autorinnen der damaligen Zeit wie Else Ury und Henny Koch veröffentlichten einige ihrer Bücher im Rahmen dieser Reihe, von denen viele Bände heute zu sehr teuren Sammlerstücken avanciert sind. Besonders die Bücher Else Urys erreichen in Antiquariaten mittlerweile Preise zwischen 100 und 400 Euro.
Die Reihe gibt einen Überblick über die ab der Kaiserzeit übliche Mädchenliteratur und die damals beliebtesten und erfolgreichsten, heute jedoch meist vergessenen Autorinnen dieses Genres.
Die Anzahl der Auflagen zeigt deutlich, wie beliebt einige dieser Bücher gewesen sein müssen. Besonders Vierzehn Jahr und sieben Wochen von Else Ury war ein Bestseller der damaligen Zeit.

## Bände der Kränzchen-Bibliothek
1. 1899: Luise Glass: Das Montagskränzchen, 36 Auflagen, (EA, Das Kränzchen 8 (1896/97))
2. 1900: Luise Glass: Gustel Wildfang, 38 Auflagen, (EA, Das Kränzchen 7? (1895/96))
3. 1900: Bernhardine Schulze-Smidt: Lissy, 28 Auflagen, (EA, Das Kränzchen 9 (1897/98))
4. 1901: Bernhardine Schulze-Smidt: Schattenblümchen, 25 Auflagen, (EA, Das Kränzchen 11 (1899/1900))
5. 1901: Berta Clément: Libelle Backfischzeit, 41 Auflagen, (EA, Das Kränzchen 12 (1900/01))
6. 1902: Berta Clément: Libelle Lenz- und Brautzeit, 37 Auflagen, (EA, Das Kränzchen 12? (1900/01))
7. 1902: Luise Glass: Annele, 28 Auflagen, (EA, Das Kränzchen 11 (1899/1900))
8. 1903: Bernhardine Schulze-Smidt: Drei Freundinnen, 32 Auflagen, (EA, Das Kränzchen 13 (1901/02))
9. 1904: Lilly Baronin von Vietinghoff, Backfischchens Lehr- und Wanderjahre, 31 Auflagen, (EA, Das Kränzchen 13 (1901/02))
10. 1905: Luise Glass: Im Krähennest, 26 Auflagen, (EA, das Kränzchen 14 (1902/1903))
11. 1906: Henny Koch: Mütterchen Sylvia, 40 Auflagen, (EA, Das Kränzchen 15 (1903/04))
12. 1907: Bertha Clément: Lebensziele, 24 Auflagen, (EA, Das Kränzchen 16 (1904/05))
13. 1908: Luise Glass: Schwärmliesels Wunschglocke, 23 Auflagen, (EA, Das Kränzchen 17 (1905/06))
14. 1909: Bernhardine Schulze-Smidt: Das Hansefeldt, 20 Auflagen, (EA, Das Kränzchen 18 (1906/07))
15. 1910: Bertha Clément: Das Siebengestirn, 24 Auflagen, (EA, Das Kränzchen 19 (1907/08))
16. 1911: Else Ury: Vierzehn Jahr' und sieben Wochen, 43 Auflagen, (EA, Das Kränzchen 21 (1909/10))
17. 1912: Henny Koch: Im Lande der Blumen, 26 Auflagen, (EA, Das Kränzchen 22?  (1910/11))
18. 1913: Else Franken: Maria Leonas deutsche Heimat, 18 Auflagen, (EA, Das Kränzchen  23 (1911/12))
19. 1914: Else Ury: Das graue Haus, 23 Auflagen, (EA, Das Kränzchen  24 (1910/11))
20. 1915: Sophie Kloerss: Vaterhaus und Vaterland, 18 Auflagen, (EA, Das Kränzchen 25, (1912/13))
21. 1916: Else Ury: Dornröschen, 26 Auflagen, (EA, Das Kränzchen 26 (1913/14))
22. 191?: Henny Koch: Die verborgene Handschrift, 24 Auflagen, (EA, Das Kränzchen 27 (1914/15) unter dem Titel „Bella Venezia“)
23. 1919: Else Ury: Lieb’ Heimatland, 15 Auflagen, (EA, Das Kränzchen 28 (1915/16))
24. 1919: Sophie Kloerss: Im sonnigen Nest, 16 Auflagen, (EA, Das Kränzchen 29 (1916/17))
25. 1920: Else Ury: Lilli Liliput, 18 Auflagen, (EA, Das Kränzchen 30 (1917/18))
26. 1921: Minni Grosch: Die Letzte des Hauses Willbrunn, 17 Auflagen, (EA, Das Kränzchen 31 (1918/19))
27. 1922: Ilse-Dore Tanner: Hertas Beruf, 10 Auflagen, (EA, Das Kränzchen 32 (1919/20))
28. 1923: Minni Grosch: Jungbrunnen, 8 Auflagen, (EA, Das Kränzchen 33 (1920/21))
29. 1924: Henny Koch: Das Heiterlein, 11 Auflagen, (EA, Das Kränzchen 34 (1921/22))
30. 1925: Else Ury: Lillis Weg, 11 Auflagen, (EA, Das Kränzchen 35 (1922/23) unter dem Titel „Lillis Weg ins Dichterland“)
31. 1926: Minni Grosch: Die Kloppensteiner, 9 Auflagen, (EA, Das Kränzchen 37 (1924/25))
32. 1927: Carola Freifrau von Crailsheim-Rügland: Schloss Uphershofen, 7 Auflagen, (EA, Das Kränzchen 36 (1923/24))
33. 1928: Minni Grosch: Das Nichtslein, 8 Auflagen, (EA, Das Kränzchen 39 (1926/27))
34. 1929: Minni Grosch: Vor goldenen Toren, 4 Auflagen, (EA, Das Kränzchen 40 (1927/28))
35. 1930: Else Ury: Wie einst im Mai, 4 Auflagen, (EA, Das Kränzchen 40 (1927/28))
36. 1931: Else Wibel: Die Nordbergmädel, 4 Auflagen, (EA, Das Kränzchen 41 (1928/29))
37. 1932: Minni Grosch: Drei Mädchen auf der Waage, 1 Auflage, (EA, Das Kränzchen 43 (1931/32))
38. 1933: Margaret Laube: Marion und Maria, 3 Auflagen, (EA, Das Kränzchen 43 (1931/32))
39. 1934: Minni Grosch: Verlockende Pfade, 4 Auflagen, (EA, Das Kränzchen 45 (1933/34))